# Prepozit
Prepozit ili prepošt (lat. prepositus - pretpostavljeni), predstojnik kanoničkog zbora.

## Pojam
Kanonički kaptol predstavlja zbor svećenika kojima je zadaća vršiti svečanije liturgijske čine u stolnoj crkvi. Na čelu svakog kaptola nalazi se prepozit. Ovisno o statutu pojedinog kaptola taj naziv se mijenja (prepozit, veliki prepozit, veliki prepošt, veliki predstavnik, velepredstavnik, arhiđakon, jašprišt, dekan kanoničkog zbora) ovisno o tradiciji pojedinih kaptola.

## Povijesni razvitak
Vrlo često su u prošlosti prepoziti bili naslovni biskupi pojedinih biskupija te su u toj službi pomagali dijecezanskom biskupu u kanonskim vizitacijama i dijeljenju sakramenata.
Pojedini kaptoli i njihovi članovi stekli su tijekom povijesti i određena prava u odijevanju liturgijskog ruha. Često su prepoziti imali pravo na dio biskupskih insignija kao što su mitra i prsni križ (pektoral).
Tijekom povijesti kanonike je ponegdje postavljala Apostolska stolica, vladar, a neki kaptoli su sami birali svoje članove. Nakon 1983. godine s novim Zakonikom kanonskog prava Katoličke crkve kanonike bira i postavlja dijecezanski biskup nakon što se savjetuje s kanoničkim zborom.